# لودویک اوبرانیاک
لودویک یوزف اوبرانیاک (لهستانی: Ludovic Joseph Obraniak زاده ۱۰ نوامبر ۱۹۸۴) بازیکن فوتبال پیشین اهل لهستان است. وی زاده فرانسه است.
وی سابقه ۳۴ بازی و ۶ گل ملی برای تیم ملی فوتبال لهستان در کارنامه دارد، همچنین پست تخصصی او، هافبک است.

## افتخارات

### باشگاهی
لیل
- لیگ ۱: ۱۱–۲۰۱۰
- جام حذفی فوتبال فرانسه: ۲۰۱۱

بوردو
- جام حذفی فوتبال فرانسه: ۱۳–۲۰۱۲

مکابی حیفا
- جام حذفی فوتبال اسرائیل: ۲۰۱۶